# (8922) Kumanodake
(8922) Kumanodake (1996 VQ30) – planetoida z pasa głównego asteroid okrążająca Słońce w ciągu 3,48 lat w średniej odległości 2,3 au. Odkryta 10 listopada 1996 roku.